# هیدروژنه کردن
هیدروژنه کردن (به انگلیسی: Hydrogenation) در شیمی و به خصوص در صنایع غذایی عبارت است از واکنش گاز هیدروژن (H2) با یک ماده شیمیایی سیر نشده و تولید ماده اشباع که عمدتاً در حضور کاتالیست مناسب همانند نیکل، پالادیوم، پلاتینیوم انجام می‌شود.
این واکنش معمولاً برای اشباع کردن هیدروکربنها استفاده می‌شود. در واقع طی این فرایند تعداد پیوندهای دوگانه و سه‌گانه کاهش میابد.
هیدروژن خالص معمولاً به صورت تک اتمی یافت نمی‌شود، بلکه آن را به صورت جفت در مولکول‌های دواتمی (H2) میابیم. کاتالیست یا کاتالیزور هم ماده است که در واکنش‌ها استفاده می‌شود تا آن واکنش در دمای پایین‌تر و سرعت بیشتری به وقوع بپیوندد. البته هر واکنشی کاتالیست‌های مخصوص به خود را دارد. در نتیجه هیدروژنه کردن (هیدروژناسیون) بدون حضور کاتالیزور نیاز به دمای بالایی دارد.

### کاتالیزورهای ناهمگن

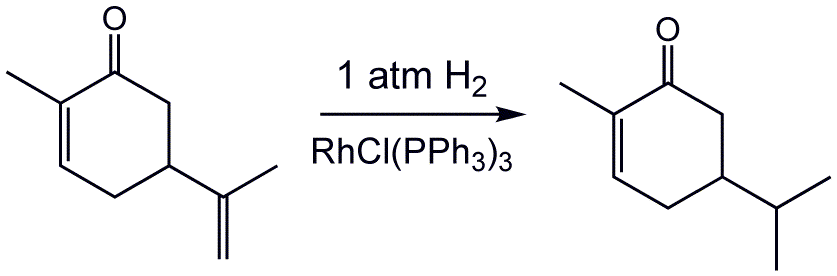
هیدروژنه کردن با کاتالیزور ویلکینسون

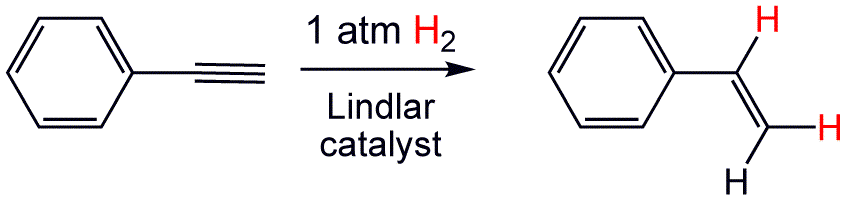
هیدروژنه کردن جزئی فنیل استیلن با استفاده از کاتالیزور Lindlar

### صنایع غذایی

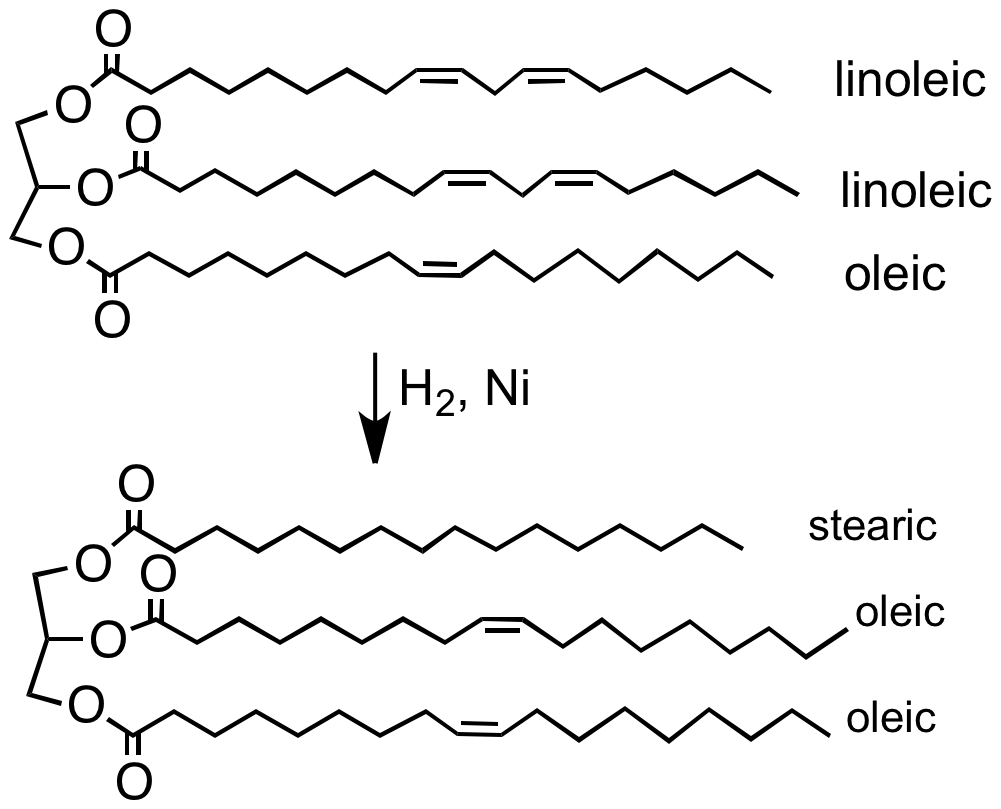
هیدروژناسیون جزئی روغن گیاهی معمولی را به مارگارین معمولی تبدیل می‌کند. در این فرایند بیشتر پیوندهای مضاعف C = C حذف می‌شود که باعث افزایش نقطه ذوب محصول می‌گردد.